# Нунеш, Нуну
Нуну Энрике Пина Нунеш (порт. Nuno Henrique Pina Nunes; род. 31 марта 1999 года, Португалия) — португальский футболист, полузащитник клуба «Торренсе».

## Карьера
Франсишку является воспитанником академии швейцарского клуба «Сьон». До этого тренировался в школе клуба «Мартиньи». Выступает за молодёжную команду «Сьона».
Выступал за юношеские сборные команды Португалии. Вместе со сборной U-19 выиграл юношеский чемпионат Европы 2018 года. На турнире провёл 2 встречи, в том числе и финальную против итальянцев, которая закончилась победой в дополнительное время со счётом 4:3.

## Достижения
- Чемпион Европы (до 19 лет): 2018